# Dexter's Laboratory: Robot Rampage
Dexter's Laboratory: Robot Rampage es un videojuego de acción publicado por BAM! Entertainment para Game Boy Color y en el año 2000. Es un rediseño gráfico del título japonés Elevator Action EX, desarrollado por Altron, reemplazando los diseños originales por los personajes de la serie de animación El laboratorio de Dexter de Cartoon Network.

## Argumento
Como parte de la rivalidad entre Dexter y Cerebro (o Mandark fuera de Latinoamérica), este último decide reprogramar los robots de Dexter y destruir su laboratorio en el proceso. Dexter, obligado a salvar su laboratorio, tiene que correr al laboratorio en un intento de encontrar los códigos de desprogramación y derrotar a los enemigos en el camino.
- Datos: Q5268360